# Valdet Rama
Valdet Rama (* 20. November 1987 in Titova Mitrovica, SFR Jugoslawien) ist ein albanischer Fußballspieler, der auch die kosovarische und deutsche Staatsangehörigkeit besitzt. Der Flügelspieler steht seit der Saison 2023/24 beim SV Wacker Obercastrop unter Vertrag.

## Karriere

### Im Verein
Nach seiner Flucht aus dem Kosovo 1996 spielte er in der Jugend  beim SSV Hagen. Weitere Vereine waren unter anderem Sportfreunde Oestrich-Iserlohn und Rot-Weiss Essen.
2005 wechselte er zum VfL Wolfsburg II. Dort wurde er unter Felix Magath zwar in den Profikader berufen, kam aber zu keinem Pflichtspieleinsatz.
Im Sommer 2008 wechselte der offensive Mittelfeldspieler zum Zweitligaaufsteiger FC Ingolstadt 04, für den er am 17. August 2008 sein erstes Spiel in der 2. Fußball-Bundesliga absolvierte. Beim Spiel gegen die SpVgg Greuther Fürth stand er in der Startaufstellung und schoss ein Tor.
Der Erstligist Hannover 96 verpflichtete ihn ablösefrei zur Saison 2009/10.
Am 22. Februar 2011 gab Hannover 96 seinen sofortigen Wechsel zum schwedischen Erstligisten und Euro-League-Teilnehmer Örebro SK bekannt, wo die Spielzeiten 2011 und 2012 bestritt. Anschließend unterzeichnete Rama am 31. Januar 2013 einen Vertrag bei Real Valladolid.
Zur Saison 2014/15 wechselte Rama ablösefrei zum TSV 1860 München. Am 14. September 2014 gab Rama beim 2:1-Auswärtssieg gegen den FC St. Pauli sein Debüt für die Löwen. Sein erstes Tor für die Mannschaft erzielte er am 19. Oktober 2014 bei einer 4:1-Auswärtsniederlage gegen den FC Erzgebirge Aue.
Am 29. August 2016 gab der FC Würzburger Kickers die Verpflichtung von Rama bekannt. Er erhielt von den Rothosen zunächst einen Zweijahresvertrag bis zum 30. Juni 2018. Cheftrainer Bernd Hollerbach kannte Rama noch aus seiner Zeit als U23-Trainer beim VfL Wolfsburg. In 28 Ligaspielen traf Rama für die Franken jedoch nur zweimal.
Nach Engagements in China bei Yanbian Funde und in der albanischen Heimat beim FK Kukësi unterschrieb der Flügelstürmer Ende August 2019 einen Zweijahresvertrag beim deutschen Drittligisten SV Meppen. Anfang 2022 gab dann Regionalligist Wuppertaler SV die Verpflichtung des Spielers bekannt. Zur Saison 2023/24 schloss er sich dem SV Wacker Obercastrop in der sechstklassigen Westfalenliga an.

### Nationalmannschaft
Am 26. März 2013 gab er sein Debüt in der albanischen Nationalmannschaft beim 4:1-Sieg im Freundschaftsspiel gegen Litauen. Insgesamt bestritt er in zwei Jahren 15 Partien und erzielte dabei drei Treffer.